# Anna Brewster
Anna Brewster (Moseley, 1º gennaio 1986) è un'attrice e modella britannica, principalmente nota per aver interpretato il ruolo di Madame di Montespan nella serie televisiva francocanadese Versailles.

## Filmografia parziale

### Cinema
- Lady Henderson presenta (Mrs Henderson Presents), regia di Stephen Frears (2005)
- Star Wars - Il risveglio della Forza (Star Wars: The Force Awakens), regia di J. J. Abrams (2015)
- The Last Days of American Crime, regia di Olivier Megaton (2020)

### Televisione
- I Tudors (The Tudors) – serie TV, 2 episodi (2007)
- Material Girl – serie TV, 6 episodi (2010)
- Luther – serie TV, episodio 2x01 (2011)
- Testimoni silenziosi (Silent Witness) – serie TV, 2 episodi (2013)
- Versailles – serie TV, 22 episodi (2015-2018)
- Anne Boleyn – miniserie TV, 3 puntate (2022)